# Shakhunsky (huyện)
Huyện Shakhunsky (tiếng Nga: ? райо́н) là một huyện hành chính tự quản (raion), của Tỉnh Nizhny Novgorod, Nga. Huyện có diện tích 2555 km², dân số thời điểm ngày 1 tháng 1 năm 2000 là 49800 người. Trung tâm của huyện đóng ở Shakhun'ya.